# San Francisco Giants
San Francisco Giants är en professionell basebollklubb i San Francisco i Kalifornien i USA som spelar i National League, en av de två ligorna i Major League Baseball (MLB). Klubbens hemmaarena är Oracle Park.

## Historia
Klubben grundades 1883 i New York under namnet New York Gothams. Namnet New York Giants kom ett par år senare. Inför säsongen 1958 flyttades klubben till San Francisco och bytte namn till San Francisco Giants.
I början gick det bra för klubben i San Francisco, bland annat gick Giants till World Series 1962 och klubben vann fler matcher under 1960-talet än någon annan klubb i National League. Den dåvarande hemmaarenan Candlestick Park var dock inte idealisk med kalla vindar som svepte in från havet och när Oakland Athletics anlände till grannstaden Oakland 1968 från Kansas City fick Giants konkurrens om publiken i området. Denna konkurrens förvärrades när Athletics fick stora framgångar där man bland annat vann World Series tre år i rad 1972–1974. Detta ledde till att Giants 1975 hade lägst publiksnitt i hela MLB och det verkade som om området inte var stort nog för två MLB-klubbar. Giants dåvarande ägare sålde därför klubben till en grupp investerare i Toronto i Kanada inför 1976 års säsong. Staden San Francisco gick dock till domstol för att förhindra flytten och den sköts upp tillräckligt länge för att en ny ägare skulle kunna hittas som ville behålla klubben i San Francisco, vilket lyckades. Året efter gjordes försök att flytta klubben till Washington, D.C. På 1980-talet diskuterades en flytt av Giants till Denver, San Jose och New Jersey och på 1990-talet till Tampa Bay och San Jose igen.
Klubben vann 2010 sin första World Series sedan flytten till Kalifornien. Man slog då Texas Rangers med 4–1 i matcher. Bara två år senare vann klubben World Series igen och ytterligare två år senare ytterligare en gång. Klubben vann World Series fem gånger i New York, sista gången 1954.
Klubben har vunnit National League 23 gånger, vilket är näst flest efter Los Angeles Dodgers.
Willie Mays (outfielder 1951–1952 och 1954–1972) tillhör de stora spelarna i Giants historia. Bland mera sentida spelare märks kontroversiella Barry Bonds (outfielder 1993–2007), som innehar alla tiders homerun-rekord i MLB med 762 stycken.

## Hemmaarena
Hemmaarena är Oracle Park, invigd 2000. Med början den 1 oktober 2010 var arenan under flera år utsåld varje match, och den 27 april 2014 satte man ett nytt rekord för National League med 258 raka utsålda grundseriematcher. Det tidigare rekordet innehades av Philadelphia Phillies. Den 26 juli 2016 passerade man Cleveland Indians tidigare notering och blev med 456 raka utsålda grundseriematcher tvåa i MLB:s historia. Sviten tog slut den 17 juli 2017 efter 530 raka utsålda matcher i grundserien. Rekordet innehas av Boston Red Sox, som 2003–2013 spelade 794 raka utsålda grundseriematcher i Fenway Park.
Tidigare spelade Giants i ökänt blåsiga Candlestick Park 1960–1999. Första arenan i San Francisco var Seals Stadium. I New York hade man sju olika arenor, varav fyra hette Polo Grounds. Den sista av dessa användes 1911–1957.

## Spelartrupp

### Aktiva
| Nr | Land                    | Pos | Namn            |
| -- | ----------------------- | --- | --------------- |
| 16 | USA                     | P   | Carlos Rodón    |
| 34 | USA                     | P   | Jakob Junis     |
| 38 | USA                     | P   | Alex Cobb       |
| 45 | USA                     | P   | Alex Young      |
| 46 | USA                     | P   | Zack Littell    |
| 52 | USA                     | P   | Dominic Leone   |
| 57 | USA                     | P   | Alex Wood       |
| 59 | USA                     | P   | John Brebbia    |
| 61 | USA                     | P   | Thomas Szapucki |
| 62 | USA                     | P   | Logan Webb      |
| 66 | Dominikanska republiken | P   | Jarlin García   |
| 71 | USA                     | P   | Tyler Rogers    |
| 75 | Dominikanska republiken | P   | Camilo Doval    |

| Nr | Land      | Pos | Namn             |
| -- | --------- | --- | ---------------- |
| 14 | USA       | C   | Austin Wynns     |
| 21 | USA       | C   | Joey Bart        |
| 7  | USA       | INF | J.D. Davis       |
| 8  | USA       | INF | Tommy La Stella  |
| 10 | USA       | INF | Evan Longoria    |
| 35 | USA       | INF | Brandon Crawford |
| 39 | Venezuela | INF | Thairo Estrada   |
| 41 | Venezuela | INF | Wilmer Flores    |
| 5  | USA       | OF  | Mike Yastrzemski |
| 13 | USA       | OF  | Austin Slater    |
| 23 | Israel    | OF  | Joc Pederson     |
| 31 | USA       | OF  | LaMonte Wade Jr  |
| 58 | USA       | OF  | Bryce Johnson    |

### Skadade
| Nr | Land                    | Pos | Namn               |
| -- | ----------------------- | --- | ------------------ |
| 26 | USA                     | P   | Anthony DeSclafani |
| 48 | Venezuela               | P   | José Álvarez       |
| 63 | Venezuela               | P   | Mauricio Llovera   |
| 78 | Dominikanska republiken | P   | Gregory Santos     |

| Nr | Land | Pos | Namn           |
| -- | ---- | --- | -------------- |
| –  | USA  | P   | Sam Delaplane  |
| 9  | USA  | INF | Brandon Belt   |
| 37 | USA  | INF | Donovan Walton |
| –  | USA  | INF | Colton Welker  |

## Fotogalleri

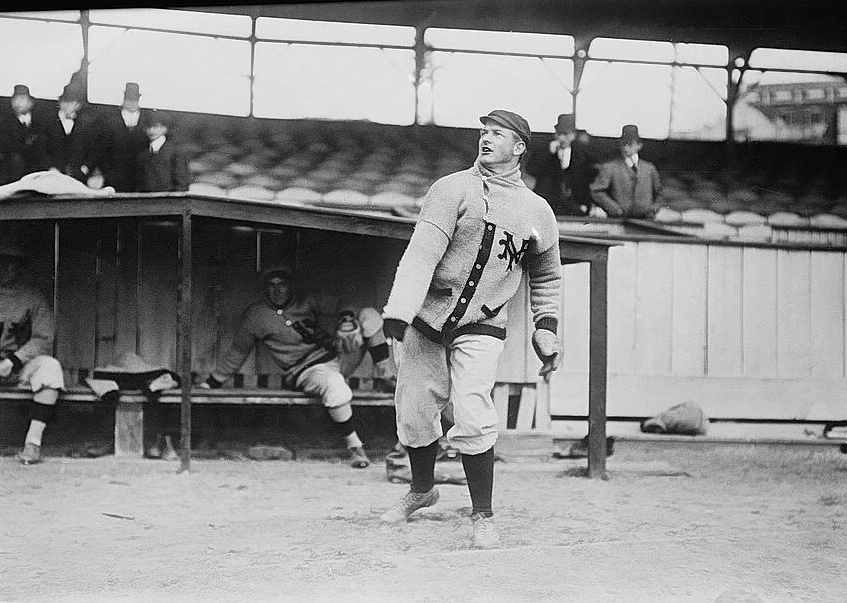
Christy Mathewson.
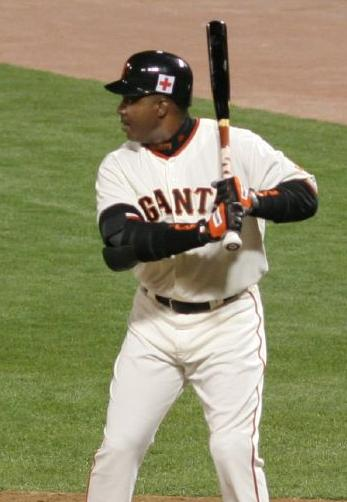
Barry Bonds.
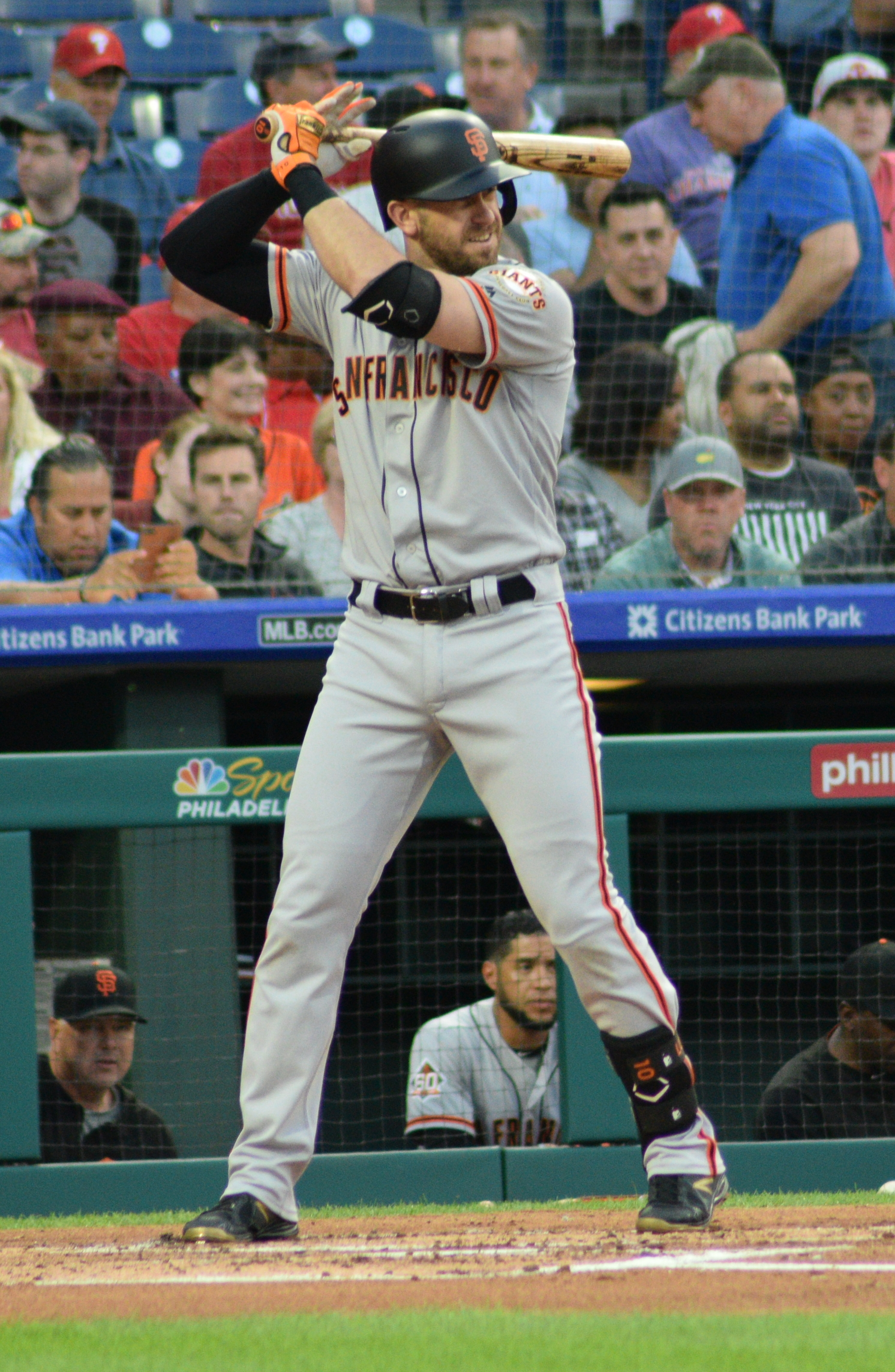
Evan Longoria.